# Ambrysus lunatus
Ambrysus lunatus är en insektsart som beskrevs av Robert L. Usinger 1946. Ambrysus lunatus ingår i släktet Ambrysus och familjen vattenbin. Inga underarter finns listade i Catalogue of Life.